# 褒河
褒河，是中国长江流域、汉水水系的一条河流，汇入汉水上游左岸。河长198千米，流域面积3940平方千米，多年平均流量50立方米每秒。自然落差1787米。水能理论蕴藏量22万千瓦。